# Бредзька дієцезія
Бредзька дієцезія (лат. Dioecesis Bredana, нід. Bisdom Breda) — дієцезія римо-католицької церкви в Нідерландах. Розташована у південно-західній частині країни. Кафедра єпископа і кафедральний собор святого Антонія знаходиться в місті Бреда.
Обіймає площу 3 368 км². Налічує 488 тисяч вірних, 99 парафій.